# Караев, Руслан Савельевич
Русла́н Саве́льевич Кара́ев (осет. Хъараты Савелийы фырт Руслан; род. 19 мая 1983, Орджоникидзе, Северо-Осетинская АССР, РСФСР, СССР) — российский спортсмен, выступавший в профессиональном кикбоксинге. Чемпион мирового Гран-при К-1 2005 года в Лас-Вегасе и Гран-при K-1 2008 года в Тайбэе.

## Биография
Руслан Караев родился в Орджоникидзе в осетинской семье. Учился в средней школе № 2. В детстве занимался самбо, дзюдо и вольной борьбой. В 12 лет серьёзно увлекся кикбоксингом и начал заниматься у заслуженного тренера РФ по кикбоксингу Олега Калантарова. 
С 2004 по 2007 год жил в Токио (Япония), после чего заключил контракт с ЦСКА и некоторое время жил в Москве.

## Карьера

### 2005 г.
13 августа 2005 г. Руслан Караев дебютировал в турнире мирового Гран-при К-1 2005 г. в Лас-Вегасе. В четвертьфинале Караев встретился с Фредди Кемайо из Франции и выиграл бой нокаутом в первом же раунде, когда нанес мощный удар ногой с разворота в печень. В полуфинале Караев встретился с албанцем Аземом Максуташем, специализирующимся на муай-тай. Этот бой позже признали одним из лучших в истории К-1. Караев завершил этот вечер, победив единогласным решением судей американца Скотта Лайти, и получив чемпионскую корону турнира.
23 сентября 2005 г. во время отборочного турнира мирового Гран-при К-1 Final Elimination в Osaka Dome (Япония) Караев встретился со шведом Рикардом Нордстрандом, который заменил четырёхкратного чемпиона К-1 Эрнесто Хоста, отказавшегося от участия в турнире из-за травмы ноги. Караев выиграл схватку единогласным решением судей и заработал право участвовать в финальном турнире мирового Гран-при К-1 2005 г.
Караев завершил свой первый сезон в К-1 19 ноября 2005 г. в Tokyo Dome в четвертьфинальном поединке с Мусаси. Караев проиграл бой по очкам после дополнительного раунда, несмотря на явное доминирование в бою и преимущество по всем показателям.

### 2006 г.
Как участник Финальной Восьмерки Гран-При 2005 Караев автоматически получил право выступать в финале Гран-При 2006, поэтому в 2006 г. в турнирах он не участвовал, а выступал лишь в супер-боях.
29 апреля в Лас-Вегасе решением выиграл у немецкого кикбоксера Штефана Леко, но 3 июня вновь потерпел поражение от новозеландца Рэя Сефо, которому уже проигрывал на заре своей карьеры. Караев вновь вышел на ринг уже в августе против американца Дьюи Купера, снова в Лас-Вегасе, и выиграл решением после трёх раундов.
30 сентября Караев вышел против марокканского кикбоксера Бадра Хари, с которым впоследствии встречался дважды. В очередной атаке Караев хуком слева лишил Хари равновесия, а когда тот почти коснулся настила, добавил марокканцу лоу-кик в грудь. Рефери замахал руками, объявив об остановке боя. На ринге возникла давка, так как угол Караева также выскочил на защиту своего бойца, но судьи объявили Караева победителем.
В декабре в финале Гран-При 2006 бразильский мастер кёкусинкай-карате Глаубе Фейтоза зацепил Караева своим фирменным боковым ударом левой ноги по виску, после чего рефери остановил бой. Это поражение стало первым в серии из трёх проигрышей.

### 2007 г.
Следующим боем был реванш с Хари 4 марта во время мирового Гран-При в Йокогаме. В конце второго раунда Караев отправил Хари в нокдаун. После отсчёта судьи Караев рванулся на добивание, но пренебрёг защитой, и Хари, несмотря на усталость, сумел воспользоваться этой ошибкой и правым кроссом отправил Караева на пол. Впоследствии Караев сказал, что перед боем он три дня лежал в больнице под капельницей и вышел на бой с температурой 39,8 °C, что сказалось на его выступлении.
23 июня во время мирового Гран-При К-1 2007 в Амстердаме Караев в третий раз подряд потерпел поражение — от Мелвина Манхофа. С гонгом Караев бросился на Манхофа, стремясь ударить рукой в прыжке, но нарвался на встречный правый кросс, который отправил его на пол. В следующий атаке Манхоф выбросил правый кросс, который Караев блокировал, но голландец нанёс молниеносный апперкот левой, после которого Караев вновь упал.
Руслан не провёл объявленный поединок против Жерома Ле Банне 29 сентября 2007 года на отборочном турнире мирового Гран-при К-1 2007 Final Elimination в Сеуле, так как за несколько дней до боя попал в автомобильную аварию.

### 2008 г.

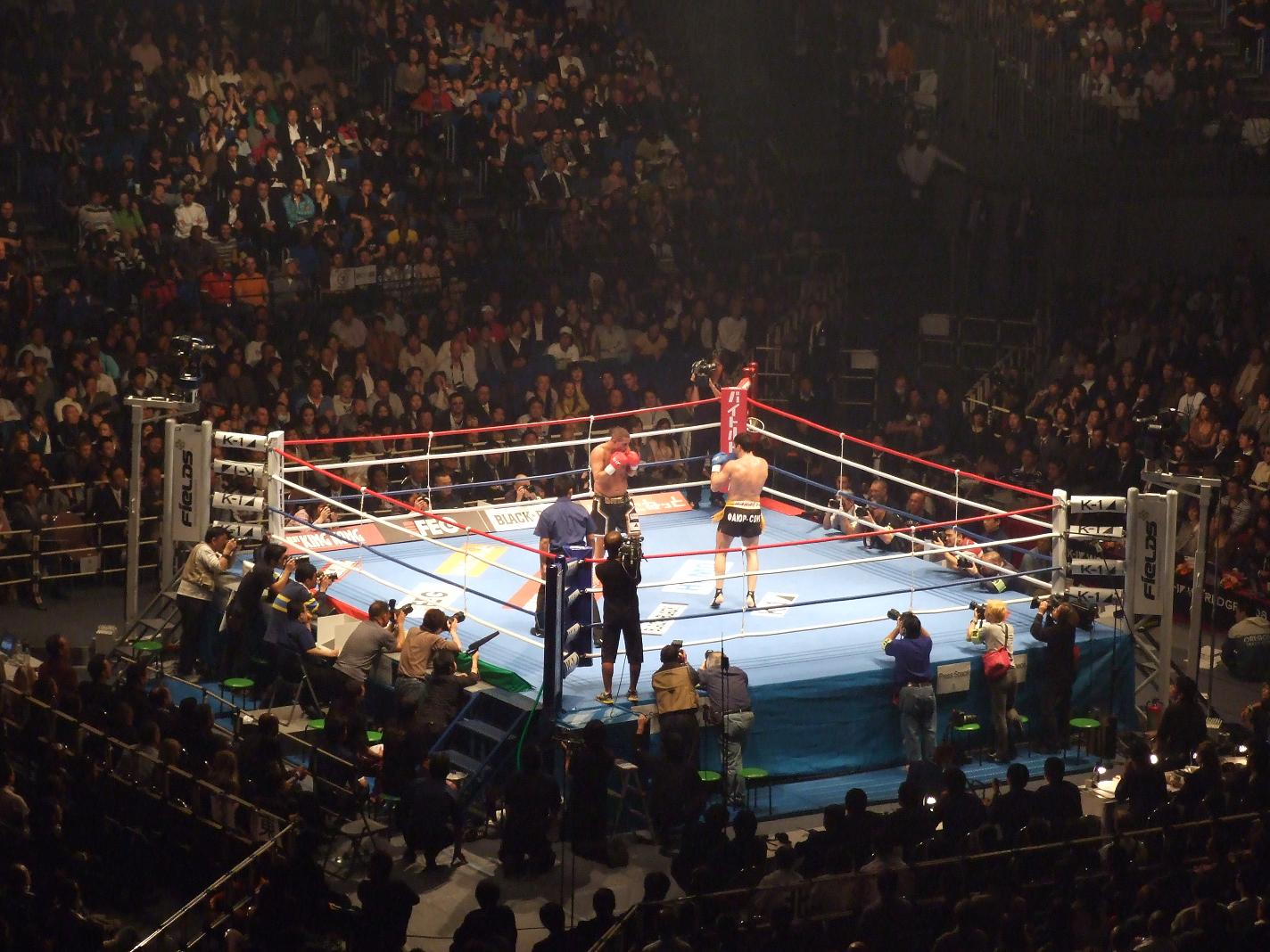
Караев против Гёкхана Саки на турнире K-1 WGP 2008

На ринг Караев вернулся только в марте 2008 г., выступив против японского кикбоксера Хироми Амады. Караев нокаутировал Амаду в третьем раунде.
На турнире K-1 World GP в Тайбэе, прошедшем на Тайване в июле, Караев одержал три убедительные победы, завершив все три поединка нокаутами: в первом бою японец Татсуфуми Томихира проиграл техническим нокаутом за 40 секунд до конца третьего раунда; во второй встрече с южнокорейским соперником — Кимом Ён Хёном ростом 220 сантиметров — Караев мощным ударом руки сломал сопернику переносицу, в результате чего бой был остановлен по решению врача в первом раунде; в финальном поединке Караев также в первом раунде разобрался со своим соотечественником, представителем кёкусинкай Александром Пичкуновым.
Также ярким боем стала победа Караева над Халидом Аррабом, выходцем из Марокко. К концу первого раунда преимущество Караева стало очевидным. Во втором раунде Караев точным апперкотом свалил Арраба на ринг, после чего ещё дважды посылал противника в нокдаун, пока судья не остановил бой.
В Финале Гран-При, куда Караев попал как победитель Гран-При в Тайване, в бою против турка Гёкхана Саки пропустил бэкфист (удар рукой с разворота), который решил исход боя.

### 2009 г.
В 2009 г. Караев провел три боя, убедительно выиграв у чемпиона К-1 в тяжёлом весе, японского бойца Кётаро Фудзимото, и проиграв в двух, причём в одном из них — опять Бадру Хари, на этот раз в Финале Гран-При 2009 в Йокогаме. Хари заметно превосходил Караева в физической мощи и скорости. Марроканец отправил Караев дважды в нокдаун, после чего рефери остановил бой.

### Перерыв в карьере
На турнире K-1 World Grand Prix 2010 в Йокогаме 3 апреля был запланирован поединок с французом Жеромом ЛеБаннером, но Караев отказался от боя из-за травмы колена, и вместо него на бой вышел суринамец Тайрон Спонг.
Также не состоялся супербой с участием Караев против румынского тайбоксера Каталина Морошану, изначально запланированный на 21 мая на Гран При в Бухаресте. Причина второго отказа подряд не ясна. Согласно некоторым источникам, Караев не смог получить визу, и на бой вышел его одноклубник Эррол Зиммерман.
Следующий бой Караева должен был состояться в рамках турнира «K-1 Final 16» 2 октября 2010 года, однако за неделю до боя Караев был заменён на Рэя Сефо.

## Спортивные достижения
- 2008 — Чемпион Гран-при K-1 в Тайбэе.
- 2005 — Чемпион мирового Гран-при К-1 в Лас-Вегасе.
- 2003 — Чемпион мира среди кикбоксеров-любителей.
- 2003 — Чемпион Европы среди кикбоксеров-любителей (получил звание мастера спорта международного класса по кикбоксингу)
- 2002 — Финалист чемпионата Европы среди кикбоксеров-любителей.

## Личная жизнь
Владеет осетинским, русским, английским и немного японским языками.
Вопреки расхожему мнению, Алан Караев, выступавший в сумо, армрестлинге и в ММА, не является братом Руслана, но они давно дружат.
В конце 2008 года международная компания Ecko запустила рекламную акцию «I Am Unlimited» и пригласила к участию в ней всех официальных дистрибьютеров по всему миру. Идея кампании заключалась в том, чтобы придумать оригинальное 30-секундное видео для Ecko, подчеркнув в этом ролике основную черту бренда — его безграничность. Главным участником рекламного видео от России стал Руслан Караев.